# الكسيس أندريه
الكسيس أندريه (بالفرنسية: Alexis André )‏ (و. 1832 – 1893 م) هو مبشر من كندا، وفرنسا، توفي في كالغاري، عن عمر يناهز 61 عاماً.